# Associazione Calcio Hellas Verona 1975-1976
Questa voce raccoglie le informazioni riguardanti l'Associazione Calcio Hellas Verona nelle competizioni ufficiali della stagione 1975-1976.

## Stagione
L'Hellas Verona di Ferruccio Valcareggi si piazza undicesimo ottenendo 24 punti, e raggiungendo la matematica salvezza con il pareggio di Firenze (2-2) all'ultima giornata. In questa stagione rivince lo Scudetto il Torino con 45 punti, al suo settimo tricolore, 27 anni dopo l'ultimo titolo sancito pochi giorni dopo la tragedia di Superga. Retrocedono in Serie B l'Ascoli con 23 punti, il Como con 21 punti ed il Cagliari con 19 punti.
Ma l'impresa l'Hellas la ottiene in Coppa Italia dove a settembre vince il girone 7° di qualificazione superando il Torino, il Catania, il Cagliari ed il Novara. Poi nel girone di finale A, disputato al termine del campionato, il Verona vince il raggruppamento, superando a sorpresa l'Inter, la Lazio ed il Genoa e si qualifica per la finale, che si gioca all'Olimpico di Roma il 29 giugno 1976, vinta dal Napoli sugli scaligeri per (4-0).

## Rosa

Il neoacquisto Klaus Bachlechner (a sinistra), alla sua terza esperienza in carriera a Verona, alle prese con lo juventino Furino nel debutto in campionato del 5 ottobre 1975.

| N. |                   | Ruolo | Calciatore        |
| -- | ----------------- | ----- | ----------------- |
|    | Italia (bandiera) | P     | Mario Giacomi     |
|    | Italia (bandiera) | P     | Alberto Ginulfi   |
|    | Italia (bandiera) | P     | Giuseppe Porrino  |
|    | Italia (bandiera) | D     | Klaus Bachlechner |
|    | Italia (bandiera) | D     | Sauro Catellani   |
|    | Italia (bandiera) | D     | Glauco Cozzi      |
|    | Italia (bandiera) | D     | Paolo Feder       |
|    | Italia (bandiera) | D     | Franco Nanni      |
|    | Italia (bandiera) | D     | Paolo Sirena      |
|    | Italia (bandiera) | C     | Pierluigi Busatta |
|    | Italia (bandiera) | C     | Walter Franzot    |

| N. |                   | Ruolo | Calciatore         |
| -- | ----------------- | ----- | ------------------ |
|    | Italia (bandiera) | C     | Francesco Guidolin |
|    | Italia (bandiera) | C     | Sergio Maddè       |
|    | Italia (bandiera) | C     | Emiliano Mascetti  |
|    | Italia (bandiera) | C     | Adelio Moro        |
|    | Italia (bandiera) | C     | Riccardo Virgilio  |
|    | Italia (bandiera) | C     | Sergio Vriz        |
|    | Italia (bandiera) | A     | Angelo Domenghini  |
|    | Italia (bandiera) | A     | Livio Luppi        |
|    | Italia (bandiera) | A     | Emiliano Macchi    |
|    | Italia (bandiera) | A     | Gianfranco Zigoni  |

## Calciomercato

### Sessione estiva(fino all'11 luglio 1975)
| Acquisti | Acquisti          | Acquisti     | Acquisti      |
| R.       | Nome              | da           | Modalità      |
| -------- | ----------------- | ------------ | ------------- |
| P        | Alberto Ginulfi   | Roma         | definitivo    |
| D        | Klaus Bachlechner | Novara       | fine prestito |
| D        | Sauro Catellani   | Inter        | comproprietà  |
| C        | Adelio Moro       | Inter        | comproprietà  |
| A        | Emiliano Macchi   | L.R. Vicenza | definitivo    |

| Cessioni | Cessioni            | Cessioni | Cessioni      |
| R.       | Nome                | a        | Modalità      |
| -------- | ------------------- | -------- | ------------- |
| P        | Mario Da Pozzo      | -        | fine carriera |
| D        | Cesare Cattaneo     | Ternana  | definitivo    |
| D        | Angiolino Gasparini | Inter    | definitivo    |
| D        | Leonardo Menichini  | Novara   | definitivo    |
| C        | Roberto Mazzanti    | Livorno  | definitivo    |
| C        | Sergio Taddei       | Avellino | definitivo    |
| C        | Alessandro Turini   | Milan    | fine prestito |

## Risultati

### Serie A

#### Girone di andata
| Arbitro: | Ciacci (Firenze) |

|                        |           |             |
| Causio 33’ (rig.), 37’ | Marcatori | 88’ A. Moro |

| Arbitro: | Levrero (Genova) |

|          |           |  |
| Vriz 50’ | Marcatori |  |

| Arbitro: | Prati (Parma) |

|                      |           |  |
| Spadoni 4’ Prati 85’ | Marcatori |  |

| Arbitro: | Menicucci (Firenze) |

|                              |           |                                                     |
| Luppi 41’ (rig.) A. Moro 74’ | Marcatori | 53’ Juliano 56’ La Palma 62’ Braglia 90’ G. Savoldi |

| Arbitro: | Menegali (Roma) |

|                                              |           |  |
| Boninsegna 65’ S. Mazzola 74’ M. Bertini 90’ | Marcatori |  |

| Arbitro: | Gussoni (Tradate) |

|           |           |  |
| Luppi 18’ | Marcatori |  |

| Arbitro: | Vannucchi (Bologna) |

|                                             |           |                       |
| Macchi 9’ Luppi 41’, 78’ (rig.) Busatta 45’ | Marcatori | 6’ (rig.) Magistrelli |

| Arbitro: | R. Lattanzi (Roma) |

|           |           |  |
| Nappi 47’ | Marcatori |  |

| Arbitro: | Gialluisi (Barletta) |

|                                  |           |                           |
| A. Moro 42’ Chinaglia 68’ (aut.) | Marcatori | 32’ Chinaglia 36’ D'Amico |

| Arbitro: | Mascia (Milano) |

|                                              |           |  |
| Frustalupi 13’ (rig.) Urban 27’ Zuccheri 66’ | Marcatori |  |

| Arbitro: | Benedetti (Roma) |

|                        |           |          |
| Macchi 29’ A. Moro 68’ | Marcatori | 27’ Riva |

| Arbitro: | Bergamo (Livorno) |

|                    |           |  |
| Busatta 59’ (aut.) | Marcatori |  |

| Arbitro: | Trinchieri (Reggio Emilia) |

|                              |           |                                     |
| Mascetti 32’, 35’ Macchi 40’ | Marcatori | 39’ (rig.) Rigamonti 60’ Cappellini |

| Arbitro: | Lenardon (Siena) |

|                                                   |           |                            |
| F. Graziani 63’, 70’ Zaccarelli 73’ P. Pulici 85’ | Marcatori | 67’ Mascetti 80’ Catellani |

| Arbitro: | Ciulli (Roma) |

|           |           |                                  |
| Luppi 19’ | Marcatori | 61’ Antognoni 77’ (aut.) Busatta |

#### Girone di ritorno
| Arbitro: | R. Lattanzi (Roma) |

|          |           |                          |
| Cozzi 6’ | Marcatori | 52’ Tardelli 62’ Bettega |

| Bologna 15 febbraio 1976, ore 15:00 CET 17ª giornata | Bologna           | 0 – 0 | Verona | Stadio Renato Dall'Ara (16 499 spett.)\| Arbitro: \| Bergamo (Livorno) \| |
| Arbitro:                                             | Bergamo (Livorno) |       |        |                                                                           |

| Arbitro: | Michelotti (Parma) |

|  |           |                |
|  | Marcatori | 65’ C. Petrini |

| Arbitro: | Reggiani (Bologna) |

|  |           |              |
|  | Marcatori | 41’ Mascetti |

| Arbitro: | Serafino (Roma) |

|            |           |                |
| Macchi 38’ | Marcatori | 12’ Boninsegna |

| Arbitro: | Panzino (Catanzaro) |

|                 |           |  |
| Zandoli 9’, 79’ | Marcatori |  |

| Arbitro: | Gussoni (Tradate) |

|                                |           |  |
| Catellani 77’ (aut.) Lippi 89’ | Marcatori |  |

| Arbitro: | Lazzaroni (Milano) |

|                             |           |               |
| Maddè 14’ Mascetti 54’, 79’ | Marcatori | 2’ Ciccotelli |

| Arbitro: | Bergamo (Livorno) |

|                  |           |            |
| Luppi 40’ (aut.) | Marcatori | 32’ Zigoni |

| Arbitro: | Lenardon (Siena) |

|                          |           |                        |
| Busatta 68’ Mascetti 79’ | Marcatori | 65’ Urban 86’ De Ponti |

| Arbitro: | Ciacci (Firenze) |

|  |           |                              |
|  | Marcatori | 37’ (aut.) Roffi 76’ Franzot |

| Arbitro: | Reggiani (Bologna) |

|                        |           |                              |
| Zigoni 18’ A. Moro 76’ | Marcatori | 27’ Chiarugi 68’ F. Vincenzi |

| Arbitro: | Panzino (Catanzaro) |

|                                 |           |            |
| Scanziani 33’ Zigoni 56’ (aut.) | Marcatori | 40’ Sirena |

| Verona 9 maggio 1976, ore 16:00 CET 29ª giornata | Verona            | 0 – 0 | Torino | Stadio Marcantonio Bentegodi (42 659 spett.)\| Arbitro: \| Gussoni (Tradate) \| |
| Arbitro:                                         | Gussoni (Tradate) |       |        |                                                                                 |

| Arbitro: | Lazzaroni (Milano) |

|                             |           |                      |
| Roggi 34’ W. Speggiorin 43’ | Marcatori | 55’ Luppi 60’ Sirena |

### Coppa Italia

#### Primo turno
| Arbitro: | Reggiani (Bologna) |

|                       |           |  |
| A. Moro 6’ Macchi 33’ | Marcatori |  |

| 31 agosto 1975 2ª giornata |  | – Turno di riposo VERONA |  |  |

| Verona 7 settembre 1975, ore 17:00 CEST 3ª giornata | Verona             | 0 – 0 | Catania | Stadio Marcantonio Bentegodi (14 940 spett.)\| Arbitro: \| Lanzetti (Viterbo) \| |
| Arbitro:                                            | Lanzetti (Viterbo) |       |         |                                                                                  |

| Arbitro: | R. Lattanzi (Roma) |

|           |           |                                             |
| Viola 55’ | Marcatori | 38’ (rig.) Mascetti 68’ A. Moro 89’ Busatta |

| Arbitro: | Vannucchi (Bologna) |

|                    |           |                          |
| Fiaschi 87’ (rig.) | Marcatori | 53’ Mascetti 80’ A. Moro |

#### Secondo turno
| Arbitro: | Vannucchi (Bologna) |

|                      |           |  |
| Macchi 16’, 19’, 75’ | Marcatori |  |

| Arbitro: | Prati (Parma) |

|           |           |            |
| Rizzo 61’ | Marcatori | 11’ Sirena |

| Arbitro: | Mascia (Milano) |

|                     |           |  |
| Mascetti 40’ (rig.) | Marcatori |  |

| Arbitro: | Ciacci (Firenze) |

|                                    |           |           |
| Boninsegna 16’, 70’ S. Mazzola 41’ | Marcatori | 83’ Cozzi |

| Roma 16 giugno 1976, ore 20:45 CEST 4ª giornata | Lazio             | 0 – 0 | Verona | Stadio Olimpico\| Arbitro: \| Barboni (Firenze) \| |
| Arbitro:                                        | Barboni (Firenze) |       |        |                                                    |

| Arbitro: | Benedetti (Roma) |

|                                |           |  |
| Galbiati 26’ (aut.) Macchi 85’ | Marcatori |  |

#### Finale
| Arbitro: | R. Lattanzi (Roma) |

|                                                    |           |  |
| Ginulfi 76’ (aut.) Braglia 78’ G. Savoldi 79’, 86’ | Marcatori |  |

## Statistiche

### Statistiche di squadra
| Competizione | Punti | In casa | In casa | In casa | In casa | In casa | In casa | In trasferta | In trasferta | In trasferta | In trasferta | In trasferta | In trasferta | Totale | Totale | Totale | Totale | Totale | Totale | D.R. |
| Competizione | Punti | G       | V       | N       | P       | Gf      | Gs      | G            | V            | N            | P            | Gf           | Gs           | G      | V      | N      | P      | Gf     | Gs     | D.R. |
| ------------ | ----- | ------- | ------- | ------- | ------- | ------- | ------- | ------------ | ------------ | ------------ | ------------ | ------------ | ------------ | ------ | ------ | ------ | ------ | ------ | ------ | ---- |
| Serie A      | 24    | 15      | 6       | 5       | 4       | 25      | 21      | 15           | 2            | 3            | 10           | 10           | 25           | 30     | 8      | 8      | 14     | 35     | 46     | -11  |
| Coppa Italia | -     | 5       | 4       | 1       | 0       | 8       | 0       | 5            | 2            | 2            | 1            | 7            | 6            | 11     | 6      | 3      | 2      | 15     | 10     | +5   |
| Totale       | 24    | 20      | 10      | 6       | 4       | 33      | 21      | 20           | 4            | 5            | 11           | 17           | 31           | 41     | 14     | 11     | 16     | 50     | 56     | -6   |

### Andamento in campionato
| Giornata  | 1  | 2  | 3  | 4  | 5  | 6  | 7  | 8  | 9  | 10 | 11 | 12 | 13 | 14 | 15 | 16 | 17 | 18 | 19 | 20 | 21 | 22 | 23 | 24 | 25 | 26 | 27 | 28 | 29 | 30 |
| --------- | -- | -- | -- | -- | -- | -- | -- | -- | -- | -- | -- | -- | -- | -- | -- | -- | -- | -- | -- | -- | -- | -- | -- | -- | -- | -- | -- | -- | -- | -- |
| Luogo     | T  | C  | T  | C  | T  | C  | C  | T  | C  | T  | C  | T  | C  | T  | C  | C  | T  | C  | T  | C  | T  | T  | C  | T  | C  | T  | C  | T  | C  | T  |
| Risultato | P  | V  | P  | P  | P  | V  | V  | P  | N  | P  | V  | P  | V  | P  | P  | P  | N  | P  | V  | N  | P  | P  | V  | N  | N  | V  | N  | P  | N  | N  |
| Posizione | 16 | 11 | 14 | 16 | 16 | 15 | 12 | 14 | 13 | 14 | 12 | 13 | 11 | 11 | 14 | 14 | 14 | 14 | 12 | 11 | 13 | 14 | 12 | 13 | 11 | 11 | 11 | 12 | 11 | 11 |

Legenda:

Luogo: C = Casa; T = Trasferta. Risultato: V = Vittoria; N = Pareggio; P = Sconfitta.

### Statistiche dei giocatori
Sono in corsivo i calciatori che hanno lasciato la società a stagione in corso.
| Giocatore      | Serie A  | Serie A | Serie A     | Serie A    | Coppa Italia | Coppa Italia | Coppa Italia | Coppa Italia | Totale   | Totale | Totale      | Totale     |
| Giocatore      | Presenze | Reti    | Ammonizioni | Espulsioni | Presenze     | Reti         | Ammonizioni  | Espulsioni   | Presenze | Reti   | Ammonizioni | Espulsioni |
| -------------- | -------- | ------- | ----------- | ---------- | ------------ | ------------ | ------------ | ------------ | -------- | ------ | ----------- | ---------- |
| K. Bachlechner | 27       | 0       | ?           | ?          | 11           | 0            | ?            | ?            | 38       | 0      | ?           | ?          |
| P. Busatta     | 29       | 2       | ?           | ?          | 9            | 1            | ?            | ?            | 38       | 3      | ?           | ?          |
| S. Catellani   | 26       | 1       | ?           | ?          | 11           | 0            | ?            | ?            | 37       | 1      | ?           | ?          |
| G. Cozzi       | 12       | 1       | ?           | ?          | 8            | 1            | ?            | ?            | 20       | 2      | ?           | ?          |
| A. Domenghini  | -        | -       | -           | -          | -            | -            | -            | -            | -        | -      | -           | -          |
| P. Feder       | 0        | 0       | 0           | 0          | 0            | 0            | 0            | 0            | 0        | 0      | 0           | 0          |
| W. Franzot     | 23       | 1       | ?           | ?          | 10           | 0            | ?            | ?            | 33       | 1      | ?           | ?          |
| M. Giacomi     | 0        | 0       | 0           | 0          | 0            | 0            | 0            | 0            | 0        | 0      | 0           | 0          |
| A. Ginulfi     | 30       | -46     | ?           | ?          | 9            | -10          | ?            | ?            | 39       | -56    | ?           | ?          |
| F. Guidolin    | 6        | 0       | ?           | ?          | 4            | 0            | ?            | ?            | 10       | 0      | ?           | ?          |
| L. Luppi       | 26       | 6       | ?           | ?          | 4            | 0            | ?            | ?            | 30       | 6      | ?           | ?          |
| E. Macchi      | 20       | 4       | ?           | ?          | 10           | 5            | ?            | ?            | 30       | 9      | ?           | ?          |
| S. Maddè       | 28       | 1       | ?           | ?          | 2            | 0            | ?            | ?            | 30       | 1      | ?           | ?          |
| E. Mascetti    | 29       | 7       | ?           | ?          | 11           | 2            | ?            | ?            | 40       | 9      | ?           | ?          |
| A. Moro        | 20       | 5       | ?           | ?          | 11           | 3            | ?            | ?            | 31       | 8      | ?           | ?          |
| F. Nanni       | 23       | 0       | ?           | ?          | 9            | 0            | ?            | ?            | 32       | 0      | ?           | ?          |
| G. Porrino     | 1        | 0       | ?           | ?          | 2            | 0            | ?            | ?            | 3        | 0      | ?           | ?          |
| P. Sirena      | 22       | 2       | ?           | ?          | 10           | 1            | ?            | ?            | 32       | 3      | ?           | ?          |
| R. Virgilio    | 0        | 0       | 0           | 0          | -            | -            | -            | -            | 0        | 0      | 0           | 0          |
| S. Vriz        | 5        | 1       | ?           | ?          | 3            | 0            | ?            | ?            | 8        | 1      | ?           | ?          |
| G. Zigoni      | 18       | 2       | ?           | ?          | 11           | 0            | ?            | ?            | 29       | 2      | ?           | ?          |